# Tupfenbartvogel
Der Tupfenbartvogel (Capito niger) ist eine Vogelart aus der Familie der Amerikanischen Bartvögel. Die Art ist in Südamerika weit verbreitet und es werden mehrere Unterarten beschrieben, die sich in ihrer Gefiederfärbung zum Teil deutlich unterscheiden. Capito auratus galt ursprünglich gleichfalls als Unterart des Tupfenbartvogels, diese Art, die im deutschen Sprachgebrauch ebenfalls als Tupfenbartvogel bezeichnet wird, wird heute aber überwiegend als eigenständig betrachtet.
Die IUCN stuft den Tupfenbartvogel als nicht gefährdet (least concern) ein.

## Erscheinungsbild

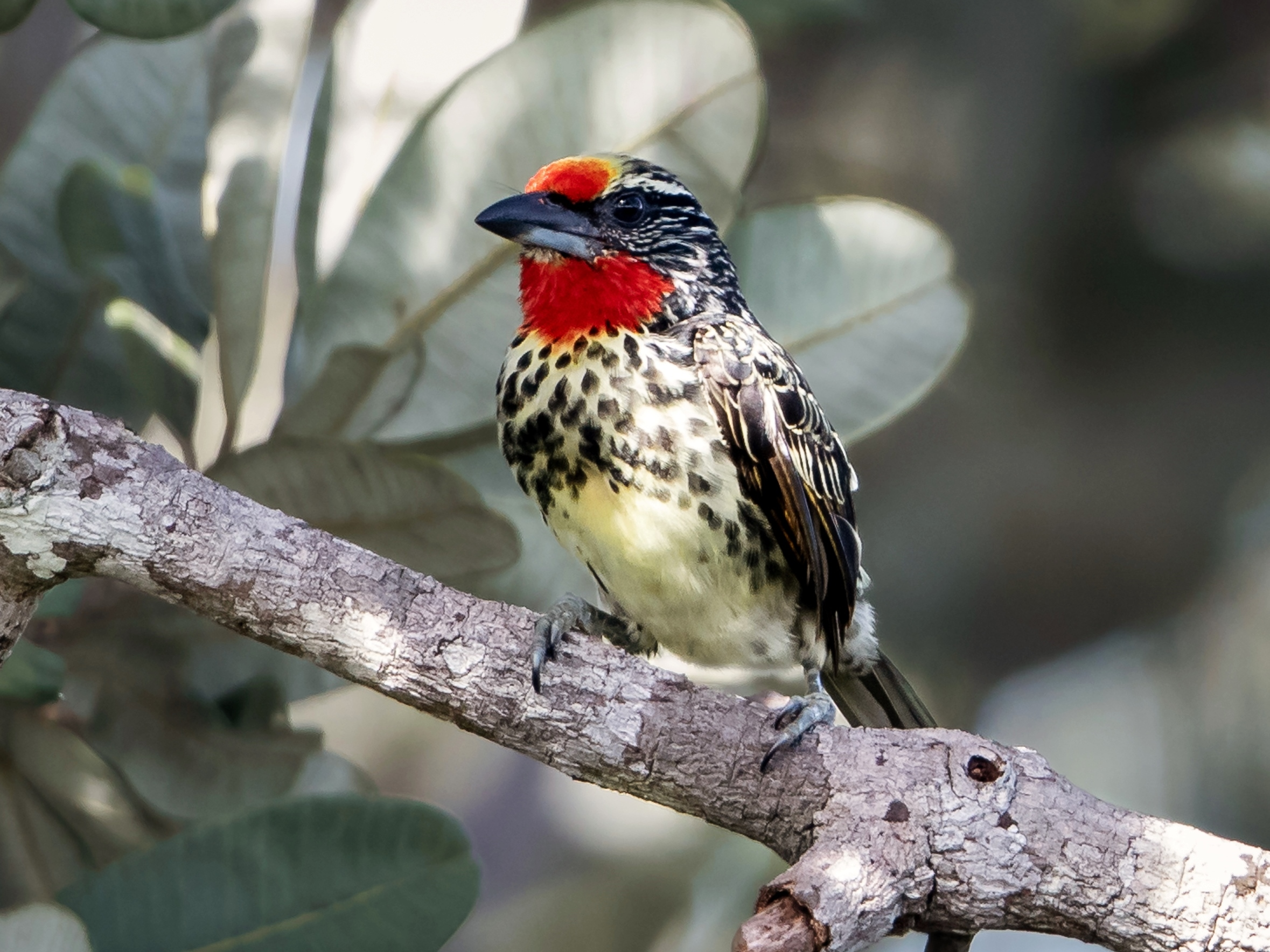
Weiblicher Tupfenbartvogel

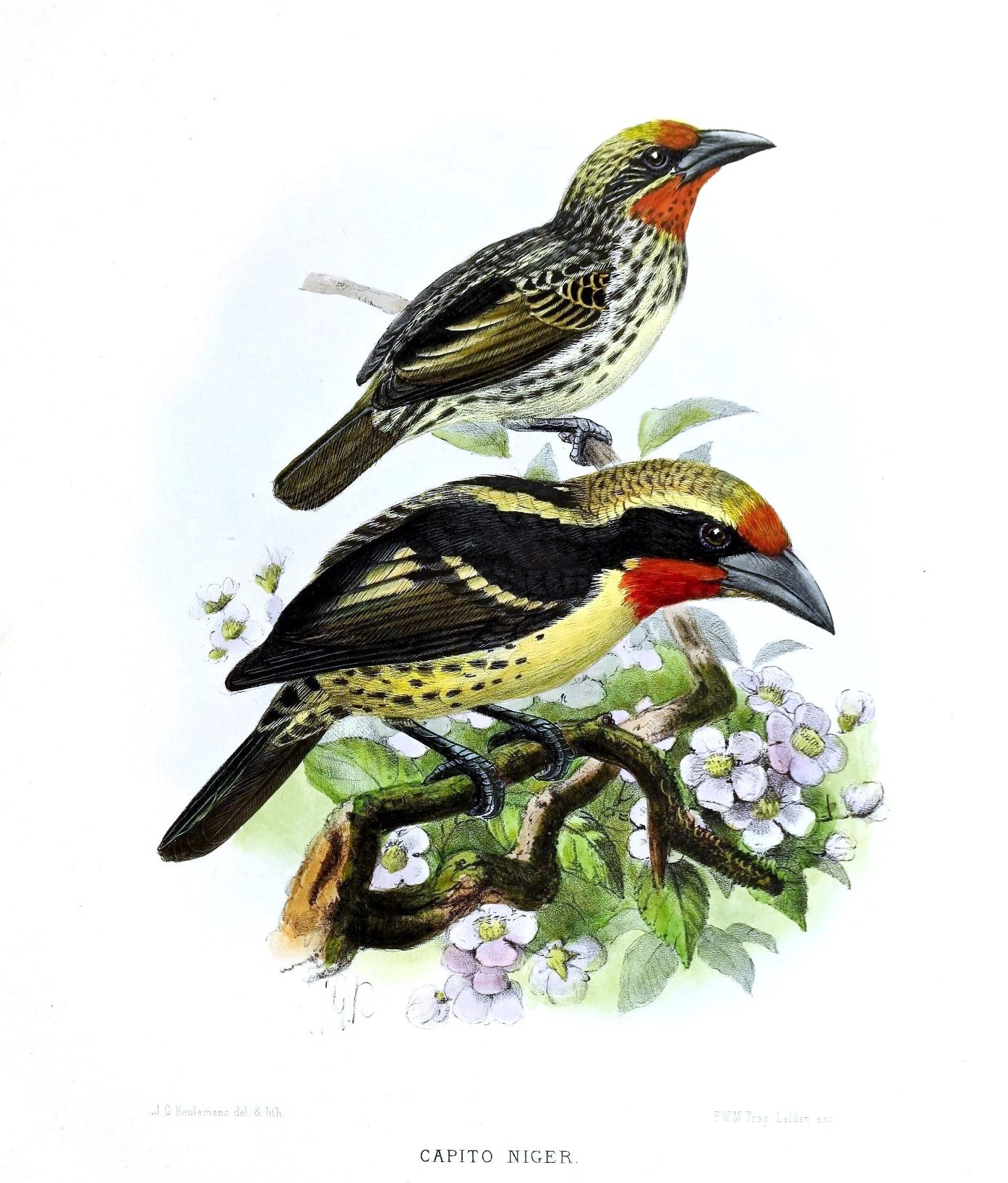
Tupfenbartvögel, Illustration

Die Männchen der Nominatform erreichen eine Flügellänge zwischen 7,5 und 8,7 Zentimetern. Die Schwanzlänge beträgt 4,5 bis 5,7 Zentimeter und der Schnabel misst zwischen 2,0 und 2,5 Zentimetern. Weibchen haben ähnliche Körpermaße.
Die Männchen der Nominatform haben eine leuchtend rote Stirn, die durch eine feine schwarze Linie vom Schnabel abgesetzt ist. Der Oberkopf ist undeutlich gelb und grau längsgestreift, auf dem Mantel haben sie eine gelbe V-förmige Zeichnung. Vom Schnabel aus verläuft ein schwarzes Band über die Augen bis zum Nacken. Die Körperoberseite ist ansonsten schwarz mit einzelnen gelben Abzeichen. Die Steuerfedern sind schwarzbraun, die äußeren beiden Steuerfedern haben frisch vermausert einen weißen Saum. Brust und Bauch sind gelblich weiß, an den Körperseiten finden sich große, unscharfe graue Flecken, die bei einigen Individuen tropfenförmig sind. Der Schnabel ist kurz und kräftig. Die Schnabelfärbung ist sehr variabel und kann von einem silbrigen Blau über Grau und Blaugrün bis zu einem hornfarbenen Ton reichen. Die Augen sind braun bis rot, die unbefiederte Region um das Auge ist schieferblau. Die Weibchen der Nominatform haben ein Gefieder, dass dem der Männchen sehr ähnelt. Sie sind aber auf den Körperseiten etwas bräunlicher und weisen auch auf der Brust graue Flecken auf.
Die Unterarten unterscheiden sich von der Nominatform durch eine andere Kopf- und teilweise auch eine andere Brustfärbung. Bei der Unterart C. n. hypochondriacus sind beispielsweise Stirn und Kehle orange, die Flanken sind orange überwaschen und beim Weibchen sind die Flügeldecken orange gesäumt. Bei der Unterart C. n. nitidor ist die Kehle rotorange, ansonsten ähnelt sie der Unterart C. n. hypochondriacus.
Auf Grund des breiten schwarzen Bandes, das von der Schnabelbasis bis in den Nacken verläuft, ist der Tupfenbartvögel einfach von den Zwergbuntbärtlingen zu unterschieden. Der Zimtbrust-Bartvogel, bei dem der Nordrand des Verbreitungsgebietes an den des Tupfenbartvogels angrenzt, weist ein zimtbraunes Brustband auf. Der Kehlbinden-Bartvogel hat ein ebenso gefärbtes Brustband und ist auf der Körperoberseite schwarz und weiß. Der Olivrücken-Bartvogel hat eine gelborange Brust und weist keine Flecken an der Körperoberseite auf. Der Loreto-Bartvogel, der nur in einem sehr kleinen Gebiet in Peru vorkommt, hat eine weiße Kehle und ein auffallendes rotes Brustband und ist dadurch einfach vom Tupfenbartvogel zu unterscheiden.

## Verbreitungsgebiet

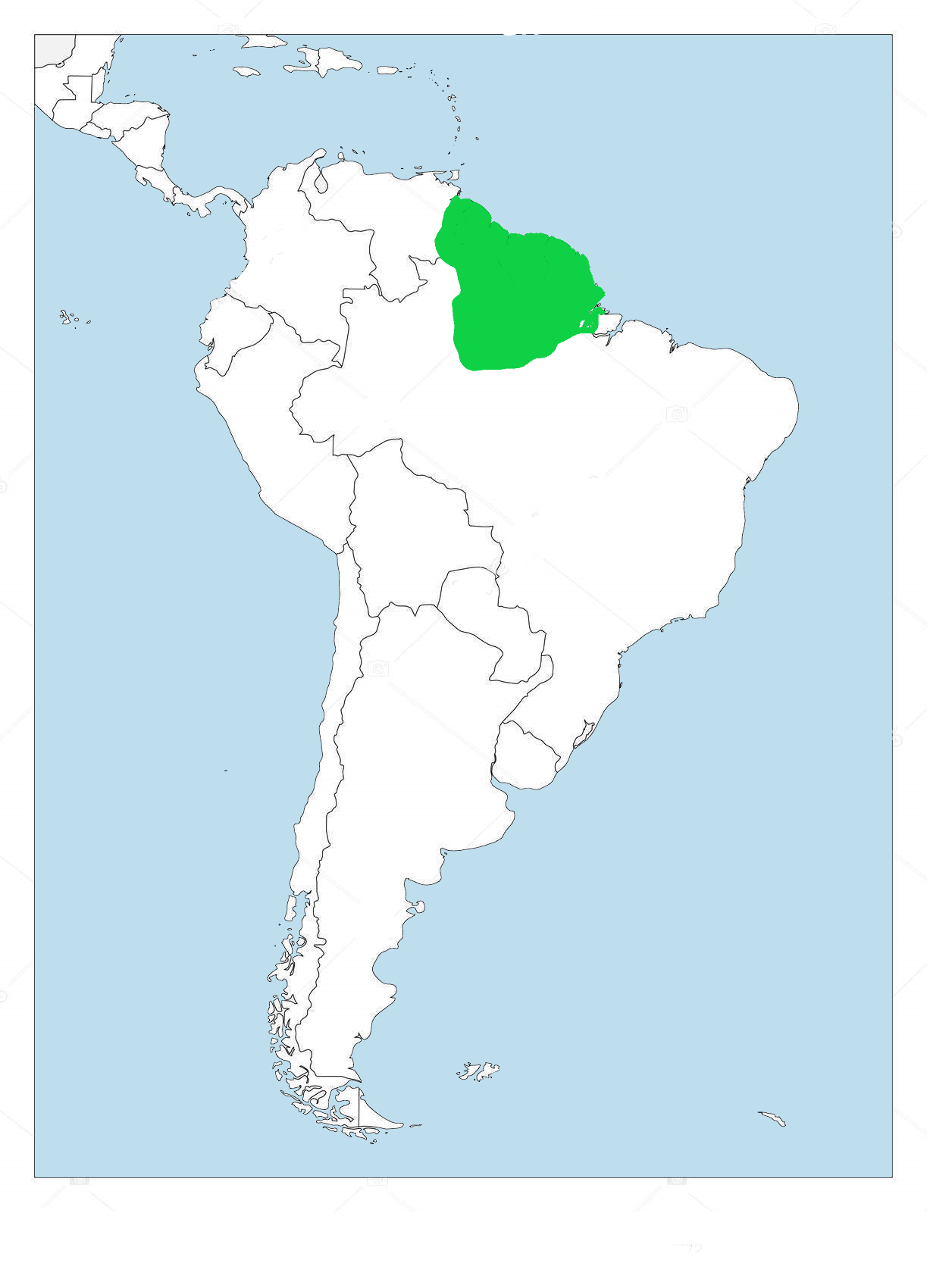
Verbreitungsgebiet des Tupfenbartvogels (grün)

Das Verbreitungsgebiet des Tupfenbartvogels erstreckt sich vom Osten Kolumbiens und Perus über Brasilien bis Guyana, Surinam, Französisch-Guayana bis Venezuela. In Brasilien ist die Art auf das nordöstliche Amazonasbecken begrenzt und kommt hier in den Bundesstaaten Roraima, Pará und Amapá vor.

## Lebensraum und Lebensweise
Der Tupfenbartvogel ist ein häufiger Vogel älterer Wälder der Tiefebenen. Er besiedelt auch angrenzende, ältere Sekundärwälder, Waldränder, Gärten, Obstplantagen und regional auch feuchte Bergwälder. So kommt er in Peru noch auf 820 Höhenmetern vor. In der Varzea ist er verhältnismäßig selten. Seine ökologische Nische wird hier überwiegend vom Olivrücken-Bartvogel besetzt. In Venezuela kommt er gelegentlich auch noch in subtropischen Wäldern vor.
Auf Nahrungssuche ist er überwiegend einzeln oder in Paaren zu beobachten. Es kann vorkommen, dass in großen, fruchttragenden Bäumen mehrere Tupfenbartvögel gleichzeitig nach Nahrung suchen. Beobachtet wurden bis zu 15 Exemplare gleichzeitig. Gelegentlich schließen sie sich auch Trupps an, die aus anderen Vogelarten bestehen. Dabei handelt es sich überwiegend um Schnurrvögel, Tyrannen, Baumsteiger und Tangaren. Gewöhnlich sucht der Tupfenbartvogel in den oberen Baumkronenregionen nach Nahrung. Er frisst neben Früchten, die etwa 80 % seiner Nahrung ausmachen, auch Insekten. Laub wird beispielsweise von ihm nach Insekten durchsucht. Ferner trinkt er auch Nektar. Die Bestandsdichte variiert mit dem Alter des Waldes; sie ist in Wäldern im Übergang zur Schlusswaldphase besonders hoch und kann dann bis zu 20 Paare pro 100 Hektar betragen.
Am Bau der Nisthöhle sind beide Elternvögel beteiligt. Sie befindet sich gewöhnlich in einer Höhe zwischen 4,8 und 12,0 Meter über dem Erdboden. Die Fortpflanzungsbiologie ist bis jetzt aber noch nicht ausführlich untersucht. Die Gelegegröße beträgt drei bis vier Eier. Die Brutdauer ist unbekannt, die Nestlingszeit beträgt 34 Tage und die Jungvögel werden für etwa drei weitere Wochen von den Elternvögeln versorgt.

## Unterarten
Die Art gilt als monotypisch.

## Etymologie und Forschungsgeschichte
Die Erstbeschreibung des Tupfenbartvogels erfolgte 1776 durch Philipp Ludwig Statius Müller unter dem wissenschaftlichen Namen Bucco niger. Statius Müller bezog sich bei der Beschreibung auf Georges-Louis Leclerc de Buffon. 1816 hatte Louis Pierre Vieillot die neue Gattung Capito für den Tupfenbartvogel (Capito niger (Statius Müller, 1776)) (entspricht Tamatia à tête et gorges rouge von Buffon) eingeführt. Das Wort leitet sich vom lateinischen caput, capitis für Kopf ab. Der Artname niger ist das lateinische Wort für schwarz.